# Gastão Jacinto Gomes
Gastão Jacinto Gomes ou Gastão Jacintho Gomes (Franca, 14 de dezembro de 1916 — Rio de Janeiro, 17 de novembro de 1979) foi um frade agostiniano, professor, psicólogo, sociólogo e filósofo brasileiro. Foi ordenado sacerdote em 18 de agosto de 1940 sendo o primeiro sacerdote brasileiro da ordem dos agostinianos. Casado com Wanda de Oliveira Gomes após pedir licença de seus votos ao Papa João XXIII.

## Biografia
Dirigiu o Externato Santo Agostinho do Rio de Janeiro no Leblon, posteriormente denominado Colégio Santo Agostinho (Leblon). Dirigiu o Colégio de Muqui - ES. Trabalhou como tradutor tendo traduzido inúmeros livros, entre eles "A Pesquisa na Psicologia Social", de Leon Festinger e Daniel Katz. Foi secretário-geral da Cruz Vermelha Brasileira. Representou a Cruz Vermelha em congressos na Europa e América do Sul. Trabalhou na Capelania militar como capelão da Força Expedicionária Brasileira (FEB) na Itália, durante a II Guerra Mundial.